# Nakamura Kichiemon I.

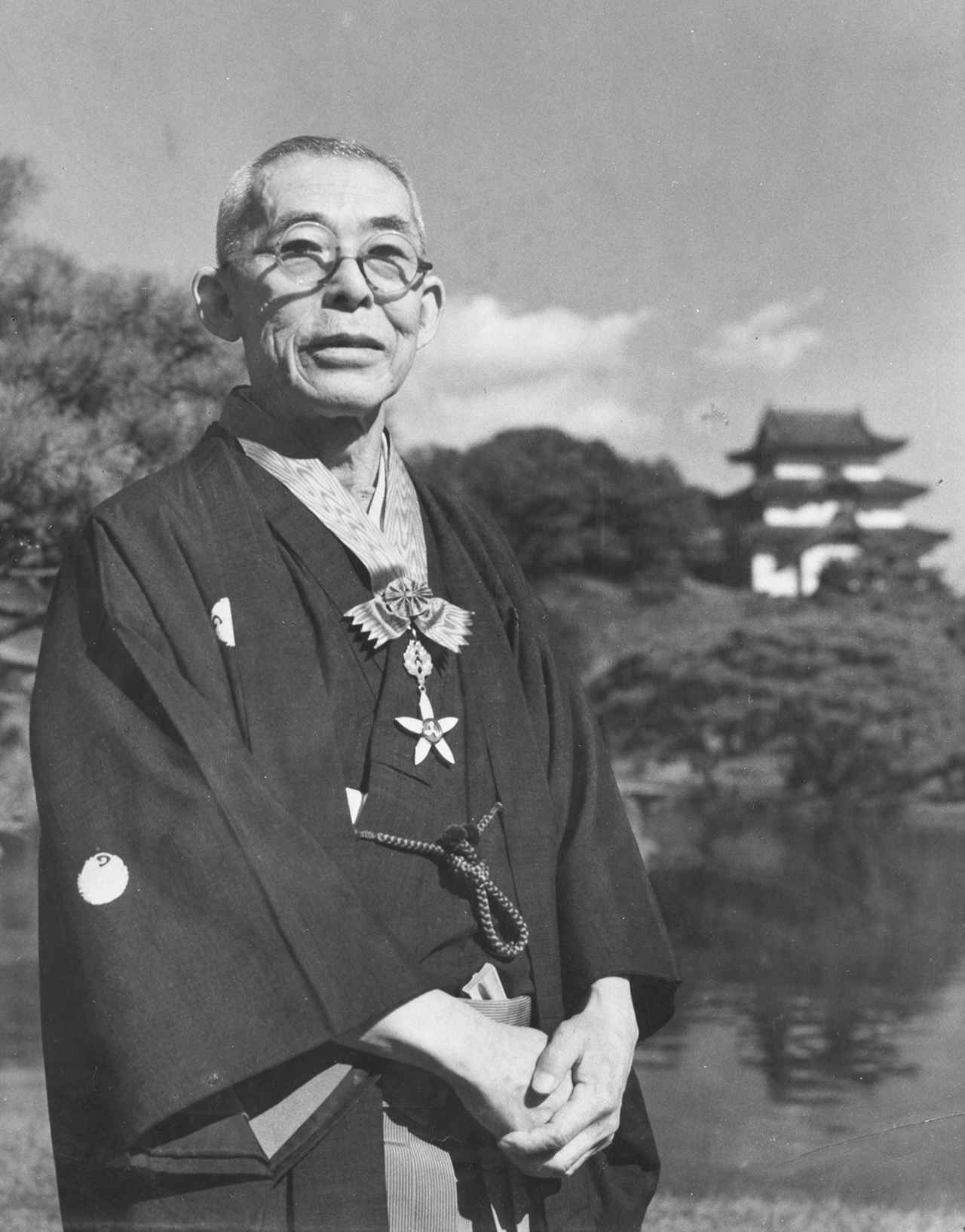
Nakamura Kichiemon

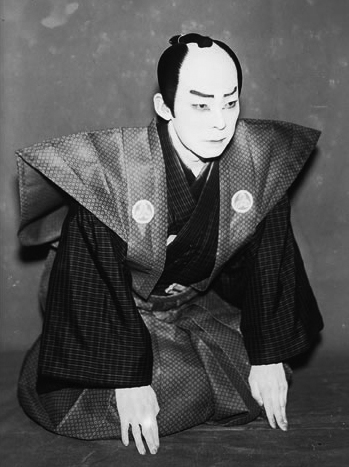
Nakamura als Takebe Genzō

Nakamura Kichiemon (japanisch 中村 吉右衛門; geboren 24. März 1886 in Kisakata-chō (象潟町) Asakusa (Tōkyō); gestorben 5. September 1954) war ein japanischer Kabuki-Darsteller.

## Leben und Werk
Nakamura Kichiemon trat unter diesem Namen zum ersten Mal 1897 als Jugendlicher auf. 1902 erhielt er eine feste Anstellung und bildete sich unter Ichikawa Danjūrō IX (9代目市川団十郎), der am selben Theater arbeitete, weiter. Später trat er zusammen mit Onoe Kikugorō VI. (尾上菊五郎六代; 1885–1949) im Ichimuraza (市村座) auf, was als „Kiku-Kichi-Ära“ bezeichnet wird, als Goldenes Zeitalter des Kabuki. 1923 verließ er Ichimuraza und arbeitete für das Filmunternehmen Shochiku. Mit der Trilogie „Kiyomasa und Burg Nijō“ (二条城の清正), „Kiyomasa und Burg Ulsan“ (蔚山城の清正) und „Kiyomasa und Burg Kumamoto“ (熊本城の清正) wurde er als „Der Kiyomasa Darsteller“ bekannt.
Nakamura war so einer der führenden Kabuki-Schauspieler der Shōwa-Zeit, vor allem in den historischen Stücken (時代物, Jidaimono), aber auch ein bekannter Filmschauspieler.
1951 erhielt Nakamura als erster Kabuki-Spieler den Kulturorden. Sein Enkel Kichiemon II. (* 1944) setzt als Kabuki-Schauspieler die Kabuki-Line fort.